# Варшавско херцогство
Варшавското херцогство (на полски: Księstwo Warszawskie; на френски: Duché de Varsovie; на немски: Herzogtum Warschau) е държава, създадена през 1807 г. от Наполеон I от полските земи, след Тилзитския мир. Херцогството се оглавява от един от съюзниците на Наполеон – крал Фридрих Август I, крал на Саксония. След неуспешното нахлуване в Русия, херцогството е окупирано от пруска и руска армия до 1815 г., когато тя бива официално разделена между двете страни във Виенския конгрес. Обхващала е централните и източните части на съвременна Полша и малки части от съвременна Литва и Беларус.

## История
Площта на херцогството вече е била освобождавана от народно въстание, което избухва през 1806 г. Една от новите задачи на новото правителство включва осигуряването на храна на френската армия, която се борела с руснаците в Източна Прусия.
Варшавското херцогство официално се създава от френския император Наполеон I, като част от Тилзитския мир с Кралство Прусия. Нейното създаване среща подкрепата на местните републиканци и полската диаспора във Франция, които открито подкрепяли Наполеон като единственият човек, способен да възстанови суверенитета на Полша след разделението ѝ през късния XVIII век. Въпреки че се създава като сателитна държава (и е само херцогство, вместо кралство), хората са вярвали, че с времето нацията ще може да си върне бившия статут, включително и бившите си граници.
Новосъздадената държава преди е била независимо херцогство, съюзено с Франция и с лична уния с Кралство Саксония. Крал Фридрих Август I е принуден от Наполеон да направи новата си държава конситтуционна монархия с парламент. Въпреки това на херцогството не му е позволено да се развие като независима държава; управлението на Фридрих Август е подчинено на френския национален интерес, който до голяма степен третира държавата като източник на ресурси. Всъщност най-важният човек в херцогството е бил Френският посланик. Показателно е, че херцогството няма свой дипломатичен представител в чужбина.
През 1809 г. се започва кратка война с Австрийската империя. Въпреки че Варшавското херцогство печели в битката при Рашин, австрийските войски навлизат във Варшава, но херцогските и френските сили надхитряват врага си и завземат Краков, Лвов и някои други територии, анексирани от Австрия по време на Разделението. След битката при Ваграм и благодарение на Шьонбрунския мирен договор херцогството успява да си разшири територията към юг.